# Iron Lore Entertainment
Iron Lore Entertainment war eine US-amerikanische Entwicklerfirma für Computerspiele, die im Oktober des Jahres 2000 von Brian Sullivan (Co-Entwickler der Age-of-Empires-Serie) und Paul Chieffo gegründet wurde.

## Geschichte
Ende Juni 2006 veröffentlichte das Studio über den Videospieleverleger THQ sein Erstlingswerk Titan Quest. Das Action-Rollenspiel spielt im antiken Griechenland, Ägypten, Mesopotamien und China und greift Elemente aus der jeweiligen Mythologie auf. Durch die lange Entwicklungszeit (alle Elemente im Spiel wurden per Hand gebaut) entstanden recht hohe Produktionskosten. Im März 2007 folgte, laut offiziellen Angaben wegen des erfolgreichen Verkaufs des Hauptspieles und der weltweit großen Gemeinde, das Add-on Titan Quest: Immortal Throne. Inoffiziell hieß es später aber in einem Interview, dass kein weiteres Add-on geplant sei, denn die beiden Titel hätten dem Entwickler nicht genug Geld eingebracht.
Auf der Game Developers Conference 2007 erhielt Iron Lore für seine Bemühungen bei Titan Quest den Best New Studio Award.
In der Oktober-Ausgabe 2007 des Games-for-Windows-Magazins wurde angekündigt, dass Iron Lore Entertainment bei der Entwicklung des von Relic Entertainment produzierten Warhammer 40.000: Dawn of War: Soulstorm, dem dritten Add-on der beliebten Dawn-of-War-Serie, mitwirken werde. Es erwies sich als ihr letztes Projekt.
Am 19. Februar 2008 wurde auf der Internetseite von Iron Lore Entertainment bekanntgegeben, dass das Unternehmen nicht mehr aktiv entwickelt. Das Team bestand zum Schluss aus 35 Personen. In einer Stellungnahme erklärt der Creative Director bei THQ, Michael Fitch, nachträglich die Gründe für die Schließung des Studios. Dort heißt es, nachzulesen auf der Webseite der Zeitschrift PC Games:

„Schuld seien neben Spielern, Redakteuren und Hardware-Verkäufern vor allem die unzähligen Raubkopierer. "Hätte nur eine geringe Anzahl derer, die auf illegale Weise an das Spiel gelangt sind, Geld dafür ausgegeben und die mehr als 40 Stunden Unterhaltung dadurch gewürdigt, wäre heute alles anders", so Michael Fitch.
Mit den Raubkopien einher ginge der schlechte Ruf von Titan Quest, noch bevor das Spiel überhaupt in den Läden stand. Raubkopierer, die sich das Spiel schon vor der Veröffentlichung aus dem Internet geladen hatten, klagten in Foren über unzählige Bugs, die beim Starten einer Quest das Spiel zum Absturz brachten. Entgegen dieser [sic!] "Fehlerreports" sei der Auslöser für die Abstürze ein Kopierschutz gewesen.
Weitere Kritik feuert Michael Fitch Richtung Hardware-Verkäufer: "Ein PC-Spiel zu entwickeln, ist ohnehin ein Albtraum. Jedoch machen diese Leute es noch schwerer. Integrierte Videochip und integrierte Audiosysteme - diese beiden Aspekte bereiten uns besonders Kopfschmerzen. Auf die billigste Hardware zurückgreifend, fehlt bei diesen Komponenten oftmals der komplette Treibersupport. Darüber hinaus kommt es nicht selten zu bizarren Kompatibilitätskonflikten mit anderer Hardware".
Zu guter Letzt wirft Michael Fitch sowohl Spielern als auch Spieleredakteuren einen Mangel an Kompetenz vor. Erstere seien nicht in der Lage, ihre PCs mit aktuellen Treibern und Anti-Virus-Software zu aktualisieren, letztere scheinen in einigen Fällen unsauber gearbeitet zu haben.“

Nach der Schließung gründeten einige der früheren Iron-Lore-Mitarbeiter eine neue Firma namens Crate Entertainment.

## Entwicklung und Veröffentlichungen

### Entwickelte Spiele
- Titan Quest (2006)
- Titan Quest: Immortal Throne (2007)
- Warhammer 40,000: Dawn of War: Soulstorm (2008)